# Dara Howell
Dara Elizabeth Howell (Huntsville (Ontario), 23 augustus 1994) is een Canadese freestyleskiester, gespecialiseerd op het onderdeel slopestyle. Ze vertegenwoordigde haar vaderland op de Olympische Winterspelen 2014 in Sotsji en op de Olympische Winterspelen 2018 in Pyeongchang..

## Carrière
Bij haar wereldbekerdebuut, in december 2011 in Copper Mountain, eindigde Howell op de tiende plaats. In september 2012 stond de Canadese in Ushuaia voor de eerste maal in haar carrière op het podium van een wereldbekerwedstrijd. Tijdens de Winter X Games XVII in Aspen sleepte ze de bronzen medaille in de wacht op het onderdeel slopestyle. Op de wereldkampioenschappen freestyleskiën 2013 in Voss veroverde Howell de zilveren medaille op het onderdeel slopestyle. Op 21 december 2013 boekte de Canadese in Copper Mountain haar eerste wereldbekerzege. Tijdens de Olympische Winterspelen van 2014 in Sotsji veroverde ze de eerste gouden medaille in de olympische geschiedenis op het onderdeel slopestyle.
Tijdens de Olympische Winterspelen van 2018 in Pyeongchang eindigde Howell als 21e op het onderdeel slopestyle.

## Resultaten

### Olympische Winterspelen
| Jaar | Plaats      | Resultaten     |
| ---- | ----------- | -------------- |
| 2014 | Sotsji      | Slopestyle     |
| 2018 | Pyeongchang | 21e Slopestyle |

### Wereldkampioenschappen
| Jaar | Plaats | Resultaten |
| ---- | ------ | ---------- |
| 2013 | Voss   | Slopestyle |

### Wereldbeker
Eindklasseringen
| Seizoen   | Algm | BA  | HP  | SS    |
| --------- | ---- | --- | --- | ----- |
| 2011/2012 | 75e  | –   | 15e | 14e   |
| 2012/2013 | 30e  | –   | 39e | Brons |
| 2013/2014 | 19e  | –   | –   | Brons |
| 2015/2016 | 85e  | –   | –   | 15e   |
| 2016/2017 | 59e  | –   | –   | 12e   |
| 2017/2018 | 69e  | 5e  | –   | 22e   |
| 2018/2019 | 105e | 10e | –   | –     |
| 2019/2020 | 70e  | 6e  | –   | 22e   |

Wereldbekerzeges
| Datum            | Plaats          | Onderdeel  |
| ---------------- | --------------- | ---------- |
| 21 december 2013 | Copper Mountain | Slopestyle |
| 24 maart 2018    | Quebec          | Big air    |